# Киреевка (Ростовская область)
Киреевка — хутор в Октябрьском районе Ростовской области.
Входит с состав Артемовского сельского поселения.

## География
Хутор расположен на реке Кадамовке.

### Улицы
| - ул. Буденного - ул. Восточная - ул. Калинина - ул. Клубная - ул. Комсомольская - ул. Красноармейская | - ул. Ленина - ул. Набережная - ул. Победы - ул. Радужная - ул. Садовая - ул. Сельская | - ул. Фрунзе - ул. Шевченко - ул. Щедрина - ул. Энгельса - пер. Короткий |

## История
Основан в 1801 году богатым донским помещиком Киреевым.
При переписи населения в 1915 году в хуторе Киреево-Кадамовском (так он тогда назывался) Раздорской станицы при реке Кадамовке значилось: 162 двора, земли — 2641 десятина, жителей мужского пола — 117, женского — 207, в 32 верстах от города Новочеркасска и в 14 верстах от станции Шахтной.

## Население
| 2010 |
| ---- |
| 1072 |

### Известные люди
В хуторе родился Просандеев, Иван Климентьевич — Герой Советского Союза.

## Достопримечательности
- Древнее Поселение Киреевка-2.
- Церковь Георгия Победоносца